# A Mother's Gift
A Mother's Gift es una novela de 2001 de la cantante estadounidense Britney Spears y su madre Lynne Spears. Es su segundo libro juntas, después de Heart to Heart del año 2000. La novela se basa libremente en la vida de Britney. Las reacciones populares a la novela en espacios como Amazon fueron mixtas. En 2012, surgieron rumores sobre una tercera secuela de la novela.

## Trama
La historia trata sobre una niña de 14 años llamada Holly Faye Lovell de un pequeño pueblo rural llamado Biscay en el estado estadounidense de Misisipi. La aceptan como estudiante becada en la exclusiva Escuela de Artes Escénicas Haverty, y la historia gira en torno a la vida de Holly en Haverty, donde es la estudiante más pobre, y su relación con su madre, Wanda.

## Adaptación cinematográfica
El libro fue adaptado para una película para televisión de ABC Family de 2004 titulada Brave New Girl (el nuevo título proviene de una canción del álbum de Britney de 2003, In the Zone). Aunque la trama cambió drásticamente, Britney fue incluida como productora ejecutiva de la película.

## Historial de publicación
- Delacorte Books for Young Readers (2001): ISBN 0-385-72953-7